# Sinstauchira pui
Sinstauchira pui är en insektsart som beskrevs av Liang och Z. Zheng 1986. Sinstauchira pui ingår i släktet Sinstauchira och familjen gräshoppor. Inga underarter finns listade i Catalogue of Life.